# Orlando Galo
Orlando Moisés Galo Calderón (ur. 11 sierpnia 2000 w Puntarenas) – kostarykański piłkarz pochodzenia nikaraguańskiego, występujący na pozycji defensywnego pomocnika lub bocznego obrońcy w łotewskim klubie Riga FC, do którego jest wypożyczony z CS Herediano oraz w reprezentacji Kostaryki. Uczestnik Copa América 2024.
W październiku 2022 został zawieszony na rok po wykryciu w jego organizmie niedozwolonej substancji na kontroli antydopingowej.